# 徐寶鍔
徐寶鍔（?—?），陝西省同州府韓城縣人，清朝政治人物、同進士出身。
光緒九年（1883年），参加癸未科殿試，登進士三甲119名。同年五月，著以内阁中书。